# سامر المصري
سامر إسماعيل المصري (وُلد في 3 اغسطس 1969)، ممثل سوري من مواليد دمشق. حاصل على شهادة في الأدب الإنجليزي من جامعة دمشق، ثم تخرج من المعهد العالي للفنون المسرحية عام 1996. بدأ مسيرته الفنية في منتصف التسعينات، وبرز اسمه في عدد من الأعمال الدرامية التي لاقت شهرة عربية واسعة.

## عن حياته
انضم إلى نقابة الفنانين في دمشق في 10 سبتمبر 1996. درس اللغة الإنجليزية في الجامعة وتخرج بشهادة بكالوريوس عام 1991 ثم التحق بـالمعهد العالي للفنون المسرحية حيث تخرج منه في عام 1996. جمع بين دراسة الأدب الإنجليزي والفن المسرحي، مما ساهم في صقل مهاراته وتطوير أدائه التمثيلي ليصبح واحدًا من أبرز الممثلين في الساحة الفنية السورية.
تميز بدوره في ثلاثة أجزاء من مسلسل باب الحارة الذي حقق نجاحًا كبيرًا في العالم العربي. لقب بـ"العقيد أبو شهاب" بسبب دوره المميز في المسلسل والذي رسخ مكانته كواحد من أبرز نجوم الدراما السورية. بعد اندلاع الأزمة السورية في عام 2012 غادر سوريا وانتقل إلى الإمارات العربية المتحدة للعيش مع عائلته. أعلن لاحقًا معارضته للنظام السوري، مما أدى إلى منع السلطات السورية من تجديد جواز سفره في ظل تبعات مواقفه السياسية. شارك أيضًا في عدد من المسلسلات والأعمال الفنية الأخرى التي أثرت مسيرته المهنية وجعلته شخصية محبوبة لدى الجمهور.

## موقفه من الثورة السورية
الفنان السوري سامر المصري كان من أوائل الفنانين الذين أعلنوا دعمهم للثورة السورية، واتخذوا مواقف علنية ضد النظام السابق.
- دعم علني للثوار: في 5 نيسان/أبريل 2011، قدم سامر المصري تعازيه لضحايا مدينة دوما، مؤكدًا تضامنه مع مطالب الشعب السوري بالحرية والكرامة.[5]
- مغادرته لسوريا: في عام 2012، اضطر سامر المصري لمغادرة سوريا بعد تعرضه لتهديدات من النظام السوري بسبب مواقفه المعارضة. [6]
- عودة إلى سوريا: في 26 كانون الثاني/يناير 2025، عاد سامر المصري إلى دمشق بعد غياب دام 14 عامًا، حيث استُقبل بالعراضة الشامية، والتقى والدته بعد سنوات من الفراق. [7]
- احتفاله بسقوط النظام: في 15 آذار/مارس 2025، أحيا سامر المصري الذكرى الـ14 للثورة السورية، واحتفل بسقوط نظام بشار الأسد، معبرًا عن فرحته بتحقيق أهداف الثورة.[8]

### رسالته للشعب السوري
في شباط/فبراير 2025، وجه سامر المصري رسالة إلى الشعب السوري، دعا فيها إلى التكاتف والعمل الجاد لإعادة بناء سوريا، مؤكدًا أن الوقت قد حان للتوقف عن المهاترات والتركيز على العمل البناء.

## سامر المصري و"باب الحارة"
في عام 2009، أعلن المخرج بسام الملا استبعاد سامر المصري من الجزءين الرابع والخامس من مسلسل "باب الحارة"، مبررًا ذلك بتصرفات غير لائقة من المصري خارج نطاق العمل. من جهته، رد المصري بأن المخرج كان "ديكتاتورًا مغمورًا" يغار من نجوميته، مؤكدًا أنه أخلص لدوره في المسلسل.
في وقت لاحق، كشف المصري أن مسلسل "باب الحارة" استفز نظام الأسد، حيث اعتبره مسؤولون في النظام تلميعًا لصورة الشام، مما أدى إلى ضغوط على الفنانين المشاركين فيه. 

## سامر المصري و"أبو جانتي"
في عام 2020، أعلن الفنان السوري سامر المصري عن تحضير جزء ثالث من مسلسل "أبو جانتي"، بعد مرور 14 عامًا على عرض الجزء الأول. في البداية، صرح بأن التصوير سيجري في المملكة العربية السعودية، مع تغييرات تشمل كلمات الشارة باللهجة السعودية وتطوير في الشخصيات. كما أكد على مشاركة الفنانين الأساسيين مثل أيمن رضا وسامية الجزائري، بالإضافة إلى ممثلين سعوديين. 
ومع ذلك، في وقت لاحق، صرح سامر المصري بأنه تم إلغاء فكرة تصوير المسلسل في السعودية، وأن الجزء الثالث سيصور في سوريا. وأوضح أن العمل سيركز على تسليط الضوء على سوريا الجديدة بعد الحرب، مع الحفاظ على روح الكوميديا التي أحبها الجمهور. 
الجزء الثالث من "أبو جانتي" سيستمر في تقديم المواقف الطريفة والإنسانية التي اعتاد عليها الجمهور، مع التركيز على التغييرات الاجتماعية والثقافية في سوريا.

## أعماله الفنية
| السنة | العمل                        | الشخصية         |
| ----- | ---------------------------- | --------------- |
| 1995  | يوميات مدير عام ج1           | خطيب مها        |
| 1995  | فارس في المدينة              | فارس            |
| 1996  | أرشيف                        | غير محدد        |
| 1996  | إخوة التراب ج1               | الملازم عمر حمد |
| 1996  | أيام الغضب                   | سامح أغا        |
| 1997  | حمام القيشاني ج2             | غير محدد        |
| 1997  | هوى بحري                     | وحيد            |
| 1998  | ألوان تحترق                  | غير محدد        |
| 1998  | الطويبي                      | الطويبي         |
| 1998  | تاج من شوك                   | وضاح            |
| 1999  | إخوة التراب ج2               | الملازم عمر حمد |
| 1999  | تلك الأيام                   | غير محدد        |
| 1999  | جواد الليل                   | رستم آغا        |
| 1999  | نداء المتوسط                 | غير محدد        |
| 1999  | آخر أيام التوت               | غير محدد        |
| 2000  | الزير سالم                   | أبو نويرة       |
| 2000  | البواسل                      | غير محدد        |
| 2000  | الرجل س                      | هيثم            |
| 2000  | قصص الغموض                   | غير محدد        |
| 2000  | فوازير كوابيس                | غير محدد        |
| 2000  | اللوحة السوداء               | غير محدد        |
| 2001  | تمر حنة                      | تمر حنة         |
| 2001  | رزمة نقود                    | غير محدد        |
| 2002  | ورود في تربة مالحة           | قصي             |
| 2002  | وردة لخريف العمر             | محمود           |
| 2002  | صقر قريش                     | شقنا            |
| 2003  | ربيع بلا زهور                | غير محدد        |
| 2003  | مخالب الياسمين               | غير محدد        |
| 2003  | عرسان آخر زمان               | حكمت            |
| 2004  | عذراء الجبل                  | غير محدد        |
| 2004  | عائد إلى حيفا                | غير محدد        |
| 2004  | قتل الربيع                   | غير محدد        |
| 2004  | مرزوق على جميع الجبهات       | مخلص            |
| 2004  | رجال تحت الطربوش             | غير محدد        |
| 2004  | شو هالحكي                    | غير محدد        |
| 2005  | عياش                         | عياش            |
| 2005  | أبو زيد الهلالي              | أبو زيد الهلالي |
| 2005  | المرابطون والأندلس           | غير محدد        |
| 2005  | بقعة ضوء ج5                  | غير محدد        |
| 2006  | باب الحارة ج1                | أبو شهاب        |
| 2006  | أسياد المال                  | مؤيد الازهري    |
| 2006  | مشاريع صغيرة                 | غير محدد        |
| 2007  | باب الحارة ج2                | أبو شهاب        |
| 2007  | سيرة الحب                    | غير محدد        |
| 2007  | خالد بن الوليد ج2            | خالد بن الوليد  |
| 2007  | الجمر والجمار                | غير محدد        |
| 2007  | حكم العدالة                  | غير محدد        |
| 2008  | جبران                        | جبران           |
| 2008  | باب الحارة ج3                | أبو شهاب        |
| 2008  | أهل الغرام ج2                | غير محدد        |
| 2008  | وجه العدالة                  | غير محدد        |
| 2008  | الخط الأحمر                  | غير محدد        |
| 2008  | القدس أولى القبلتين          | غير محدد        |
| 2008  | بهلول أعقل المجانين ج2       | بهلول           |
| 2008  | إسأل روحك                    | غير محدد        |
| 2009  | الشام العدية                 | غير محدد        |
| 2009  | حكايات الغروب                | غير محدد        |
| 2010  | الدبور ج1                    | حديد            |
| 2010  | أبو جانتي ( ملك التاكسي ) ج1 | أبو جانتي       |
| 2011  | دليلة والزيبق                | دليلة           |
| 2011  | جلسات نسائية                 | غير محدد        |
| 2011  | الدبور ج2                    | حديد            |
| 2012  | أبو جانتي ( ملك التاكسي ) ج2 | أبو جانتي       |
| 2017  | سماء صغيرة                   | غير محدد        |
| 2017  | أوركيديا                     | غير محدد        |
| 2018  | السلطان والشاه               | غير محدد        |
| 2019  | حرملك                        | هلال            |
| 2020  | حرملك 2                      | هلال            |
| 2021  | كله بالحب                    | غير محدد        |
| 2022  | ستيلتو                       | غير محدد        |
| 2025  | آسر                          | عزت             |
| 2025  | تحت الأرض: موسم حار (مسلسل)  | أحمد            |
| 2025  | معاوية (مسلسل)               | عمر بن الخطاب   |

### الأفلام
| اسم الفيلم          | سنة الإنتاج |
| ------------------- | ----------- |
| فوق الرمل تحت الشمس | 1998        |
| الرسالة الأخيرة     | 1998        |
| بستان الموت         | 2001        |
| غراميات نجلاء       | 2001        |
| رؤى حالمة           | 2003        |
| من ألف إلى باء      | 2014        |
| المختارون           | 2015        |
| الخلية              | 2017        |
| The Misfits         | 2020        |

### المسرحيات
| اسم المسرحية | ملاحظات               |
| ------------ | --------------------- |
| إسمل هاملت   | تمثيل                 |
| ذاكرة الرماد | تمثيل                 |
| مسرح الرصيف  | تمثيل                 |
| أبيض أسود    | من إخراجه وتمثيله معًا |

### الأغنيات
| اسم الأغنية                                              | ملاحظات                                   |
| -------------------------------------------------------- | ----------------------------------------- |
| فيق يا أبو زهدي                                          | غناء أو أداء تمثيلي – غير مرتبط بعمل محدد |
| دلعونا                                                   | غناء أو أداء شعبي ضمن الطابع التراثي      |
| شارة مسلسل أبو جانتي - ملك التكسي (عايش أنا سلطان زماني) | أداء تمثيلي أو صوتي ضمن شارة المسلسل      |
| بحبك                                                     | أغنية منفردة – لم يُحدد العمل المرتبط بها  |
| لولولو                                                   | غناء و اداء تمثيلي مع عبدالكريم حمدان     |

## في الإنتاج
- شارك في عدة أعمال تلفزيونية كمنتج منفذ من خلال شركته «ورد» للإنتاج والتوزيع الفني.

## روابط خارجية
- سامر المصري على موقع قاعدة بيانات الأفلام العربية
- سامر المصري على موقع قاعدة بيانات الفيلم (الإنجليزية)